# Valerie Amos
Valerie Ann Amos, baronessa Amos (Georgetown, 13 marzo 1954), è una politica e diplomatica britannica. Ha prestato servizio come sottosegretario generale delle Nazioni Unite per gli affari umanitari e coordinatore dei soccorsi di emergenza e in precedenza come alto commissario britannico in Australia. È stata creata pari a vita nel 1997 e ha ricoperto gli uffici di Leader della Camera dei lord e di Lord presidente del Consiglio dal 2003 al 2007. Nel settembre del 2020 Amos è stata nominata master dell'University College di Oxford, succedendo a Sir Ivor Crewe e diventando il primo Master di colore di un college di Oxford.
Quando è stata nominata Segretario di Stato per lo Sviluppo Internazionale il 12 maggio 2003, in seguito alle dimissioni di Clare Short, Amos è diventata la prima donna nera, asiatica e di una minoranza etnica (BAME) a ricoprire l'incarico di ministro del Governo. Ha lasciato l'esecutivo quando Gordon Brown è diventato Primo ministro. Nel luglio del 2010, il segretario generale delle Nazioni Unite Ban Ki-moon ha annunciato la nomina della baronessa Amos al ruolo di sottosegretario generale per gli affari umanitari e coordinatore dei soccorsi di emergenza. È entrata in carica il 1º settembre 2010 e ha ricoperto questo ufficio fino al 29 maggio 2015. Nel settembre del 2015 Amos è stata nominata direttrice della School of Oriental and African Studies dell'Università di Londra, diventando la prima donna di colore a dirigere una scuola universitaria nel Regno Unito.

## Primi anni
Valerie Ann Amos è nata a Georgetown, nella colonia della Guyana britannica, il 13 marzo 1954. Nel 1963 si è trasferita con la famiglia in Gran Bretagna. Ha frequentato la Bexley Technical High School for Girls (ora Townley Grammar School) di Bexleyheath, dove è stata la prima vice capo di colore. Nel 1973 si è iscritta all'Università di Warwick e nel 1976 si è laureata in sociologia. In seguito ha anche seguito corsi di studi culturali presso l'Università di Birmingham e l'Università dell'Anglia orientale.

## Carriera nelle istituzioni di beneficenza
Dopo aver lavorato nei servizi di pari opportunità, formazione e servizi di gestione nel governo locale dei distretti londinesi di Lambeth, Camden e Hackney, è stata amministratore delegato della Commissione per le pari opportunità dal 1989 al 1994.
Nel 1995 ha co-fondato la società di consulenza Amos Fraser Bernard ed è stata consulente del governo sudafricano per la riforma del servizio pubblico, i diritti umani e l'equità occupazionale.

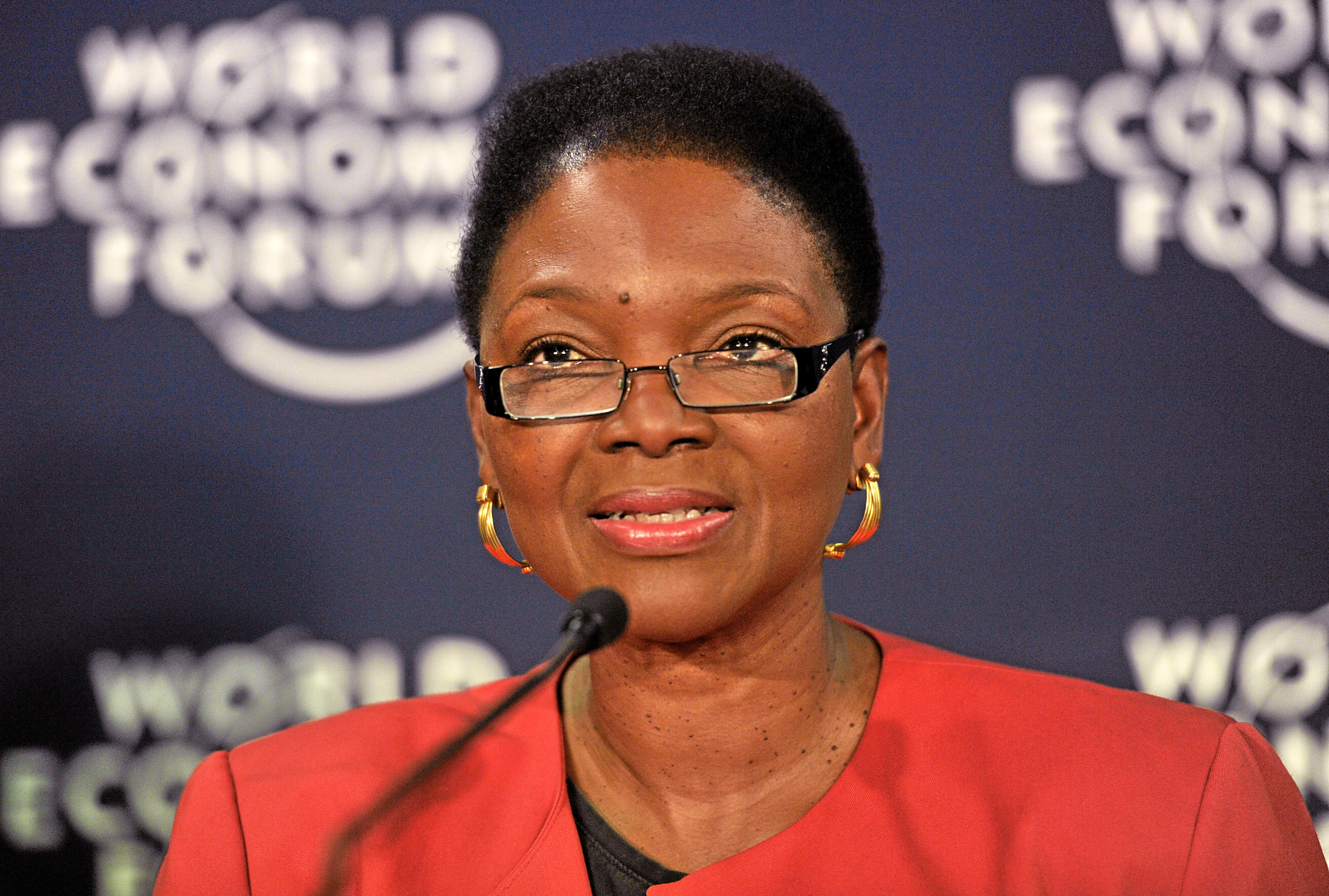
Amos durante il World Economic Forum del 2013.

È stata anche vice presidente del Runnymede Trust dal 1990 al 1998, trustee dell'Institute for Public Policy Research, amministratore non esecutivo della University College London Hospitals Trust, trustee di Voluntary Service Overseas, presidente del Afiya Trust, membro del consiglio di amministrazione del Sierra Leone Titanium Resources Group, direttore dell'Hampstead Theatre e presidente del consiglio di amministrazione del Royal College of Nursing Institute.

## Camera dei lord
Nell'agosto del 1997 è stata creata pari a vita con il titolo di baronessa Amos, di Brondesbury nel distretto londinese di Brent. Il 24 settembre successivo si è iscritta al Partito Laburista. Nella Camera dei lord è stata cooptata come membro del comitato ristretto sulle Comunità europee del sottocomitato F (affari sociali, istruzione e affari interni) tra il 1997 e il 1998. Dal 1998 al 2001 è stata whip del Governo alla Camera dei lord e portavoce per la sicurezza sociale, lo sviluppo internazionale e le questioni femminili. Inoltre, era uno dei portavoce dell'esecutivo alla Camera per gli affari esteri e del Commonwealth. L'11 giugno 2001 è stata nominata sottosegretario parlamentare per gli affari esteri e del Commonwealth con delega all'Africa, al Commonwealth, ai Caraibi, ai Territori d'oltremare, alle questioni consolari e al personale del Foreign Office. Il 12 maggio 2003 stata sostituita da Chris Mullin.

### Segretario per lo sviluppo internazionale e leader della Camera dei lord
Dopo che precedentemente aveva minacciato di dimettersi dall'ufficio di Segretario di Stato per lo sviluppo internazionale in vista dell'invasione dell'Iraq del 2003, Clare Short ha dato seguito alle sue dichiarazioni rassegnando le dimissioni nel maggio del 2003 in quanto riteneva che una bozza di risoluzione delle Nazioni Unite non fosse riuscita a dare "all'ONU il suo promesso ruolo centrale nella ricostruzione dell'Iraq". La baronessa Amos, che era stata coinvolta nella politica estera del Governo, è stata rapidamente annunciata come successore di Short. La sua nomina la rese "la prima donna nera ministro in un governo del Regno Unito". È stata inoltre il primo membro della Camera dei lord a guidare un dipartimento dell'esecutivo dopo diversi anni.
Il 6 ottobre 2003 la baronessa Amos è stata nominata Leader della Camera dei lord, succedendo a Gareth Williams, barone Williams di Mostyn, prematuramente scomparso qualche settimana prima. Il suo mandato come segretario di Stato per lo sviluppo internazionale è durato quindi meno di sei mesi.
Il 17 febbraio 2005 il governo britannico le ha assegnato un ufficio al Programma delle Nazioni Unite per lo sviluppo.

## Incarichi non governativi
La baronessa Amos ha lasciato il Governo quando nel giugno del 2007 Gordon Brown è succeduto a Tony Blair nell'incarico di Primo ministro. Brown l'ha proposta come rappresentante speciale dell'Unione europea presso l'Unione africana. Tuttavia, questo incarico è stato assegnato al diplomatico belga di carriera Koen Vervaeke. Amos è stata membro del Comitato sull'appartenenza al Commonwealth delle nazioni e ha presentato il suo rapporto sui potenziali cambiamenti nei criteri di adesione all'organizzazione al meeting dei capi di Governo del Commonwealth del 2007 svoltosi a Kampala, in Uganda.
L'8 ottobre 2008 è stato riferito che Amos sarebbe entrata nel consiglio di amministrazione della Federazione calcistica dell'Inghilterra per la candidatura dell'Inghilterra a paese ospite del Campionato mondiale di calcio del 2018. Questa è stata descritta come una "nomina a sorpresa", dal momento che non Amos non aveva dimostrato alcun interesse per il calcio - infatti preferisce il cricket - e non aveva esperienza in lavori simili ad esempio come membro del comitato per la candidatura per le Olimpiadi di Londra del 2012.

## Alto Commissario britannico in Australia
Il 4 luglio 2009 è stata resa pubblica la sua nomina ad alto commissario britannico in Australia; è succeduta a Helen Liddell. Amos ha preso possesso dell'incarico nell'ottobre successivo. Il 26 dello stesso mese ha lasciato il Partito Laburista.

## Coordinatore dei soccorsi di emergenza delle Nazioni Unite
Nel 2010 il segretario generale delle Nazioni Unite Ban Ki-moon ha annunciato la nomina di Amos a sottosegretario generale per gli affari umanitari e coordinatore dei soccorsi di emergenza dell'Organizzazione delle Nazioni Unite. Nel marzo del 2012 ha visitato la Siria per conto dell'ONU per esercitare pressioni sul Governo siriano affinché consentisse l'accesso a tutte le parti del paese per aiutare le persone colpite dalla guerra civile.
Nel 2015, il direttore generale dell'Organizzazione mondiale della sanità (OMS) Margaret Chan la ha nominata membro del gruppo consultivo sulla riforma del lavoro dell'OMS in caso di epidemie ed emergenze con conseguenze sanitarie e umanitarie. Dal 2019, Amos fa parte della task force sull'accesso umanitario del Center for Strategic & International Studies (CSIS) di Washington, co-presieduta da Cory Booker e Todd Young.

## Carriera accademica
Nel settembre del 2015 è stata nominata direttrice della School of Oriental and African Studies dell'Università di Londra; è la prima donna di origine africana ad essere stata direttrice di un istituto di istruzione superiore nel Regno Unito. Il 21 novembre 2018 ha di nuovo aderito al Partito Laburista. Nel 2019 ha co-diretto un rapporto di Universities UK, un'organizzazione di advocacy per le università del Regno Unito, e della National Union of Students (NUS), una confederazione di sindacati studenteschi, che ha analizzato la disparità tra la proporzione di "diplomi di primo livello" (noti come "first" o "2:1") ottenuti dagli studenti bianchi e da quelli neri, asiatici e delle minoranze etniche (BAME).
Nel gennaio del 2021 ha lasciato la direzione della SOAS per diventare master dell'University College di Oxford.<ref(EN) Baroness Valerie Amos appointed the first-ever black College Head at Oxford University, su blackhistorymonth.org.uk, 5 agosto 2019. URL consultato il 1º gennaio 2022.</ref>

## Riconoscimenti
Lady Amos è stata insignita della cattedra onoraria alla Thames Valley University nel 1995 in riconoscimento del suo lavoro sull'uguaglianza e la giustizia sociale. Il 1º luglio 2010 è stata insignita di un dottorato onorario (Hon DUniv) dall'Università di Stirling in riconoscimento del suo "eccezionale servizio alla nostra società e del suo ruolo come modello di leadership e successo per le donne di oggi". Ha anche ricevuto un di Doctor of Laws onorario (Hon LLD) dall'Università di Warwick nel 2000  e dall'Università di Leicester nel 2006.
Nell'Università di Birmingham, dove ha studiato, la Guild of Students le ha intitolato una delle sale del comitato, oggi nota quindi come "The Amos Room", in riconoscimento dei suoi servizi alla società.
Nel 2013 ha ricevuto un dottorato onorario in diritto civile dall'Università di Durham.
Nel giugno 2016 è stata nominata membro dell'Ordine dei Compagni d'Onore per premiare i servizi alle Nazioni Unite e ai soccorsi di emergenza.
Nel 2017, la baronessa Amos è stata insignita di una laurea honoris causa dall'Università del Middlesex a Londra "riconoscendo così i risultati ai massimi livelli, nonché la dedizione al dovere pubblico e che ha fatto la differenza per la vita degli altri".
Nel luglio del 2018 ha ricevuto una laurea honoris causa in giurisprudenza dall'Università di Bristol. Il 5 dicembre successivo l'Università di Witwatersrand a Johannesburg l'ha insignita di un dottorato onorario in letteratura.
Nel 2019 è stata eletta membro onorario internazionale dell'American Academy of Arts and Sciences.
Il 31 dicembre 2021 è stato annunciato che Amos era stata nominata dama dell'Ordine della Giarrettiera, diventando la prima persona di colore non di sangue reale a essere insignita di questa onorificenza. La prima persona di colore a esserne insignita fu l'imperatore Hailé Selassié. Il 13 giugno lo stendardo di Amos fu eretto nella cappella di San Giorgio del castello di Windsor.

## Vita personale
Amos è appassionata di criceket e ha parlato del suo amore per questo sport con Jonathan Agnew sul programma radio Test Match Special durante la pausa pranzo del primo giorno del test match tra Inghilterra e Nuova Zelanda tenutosi all'Old Trafford nel maggio del 2008.
Dopo le dimissioni dal governo, la baronessa Amos ha assunto la carica di amministratore di Travant Capital, un fondo di private equity nigeriano lanciato nel 2007. Nel registro delle entrate dei membri della Camera dei lord indica questo ufficio come remunerato.
La baronessa Amos è nubile e non ha figli. Nel marzo del 2013 il Guardian la ha inserita nell'elenco delle "over-50 meglio vestite".